# フランコ・ガリーニ
フランコ・ガリーニ（イタリア語: Franco Gallini, 1924年2月27日 - ）は、イタリアの指揮者。
ミラノに音楽家で楽譜収集家のナターレ・ガリーニの息子として生まれる。地元の音楽院でジョルジョ・フェデリコ・ゲディーニとジュリオ・チェーザレ・パリベーニに作曲、アントニーノ・ヴォットーとカルロ・マリア・ジュリーニに指揮法を学んだ。その後はイタリア各地の歌劇場を指揮し、1954年にはアルテュール・グリュミオーを独奏者に据え、父ナターレの発掘したオーケストラ譜を用いてニコロ・パガニーニのヴァイオリン協奏曲第４番の蘇演の指揮を行った。
母校の指揮科で後進の指導にもあたり、門下生にアヒム・フィードラーがいる。